# Ульянова, Галина Николаевна
Галина Николаевна Ульянова (род. 14 июня 1959, Москва) — доктор исторических наук, главный научный сотрудник Института российской истории РАН. Занимается историей России конца XVIII — начала XX вв., включая историю российской благотворительности и предпринимательства. Автор книг «Благотворительность московских предпринимателей. 1860—1914», «Женщины-предприниматели в России XIX века», «Благотворительность в Российской империи. XIX — начало XX века», «Дворцы, усадьбы, доходные дома. Исторические рассказы о недвижимости Москвы и Подмосковья» и других. Научные труды Галины Николаевны Ульяновой опубликованы в России, Германии, США, Великобритании, Финляндии, Сербии. Лауреат Макарьевской премии.

## Биография
Галина Николаевна Ульянова родилась в Москве в семье учителей. Школьные годы провела в Академгородке в г. Троицк
(ныне в составе Москвы). Отец — Николай Иванович Ульянов, ветеран-фронтовик, работал директором музыкальной школы. Мать, Людмила Степановна Ульянова, была завучем в средней школе. Оба родителя Г. Н. Ульяновой получили звание «Почетный гражданин Троицка» за вклад в развитие города.
Галина Ульянова в 1983 году окончила Московский государственный педагогический институт с красным дипломом. Её дипломная работа, использовавшая архивные документы, была направлена на Всесоюзный конкурс лучших работ студентов-историков. Поступила на работу в Институт истории СССР АН СССР на последнем курсе учёбы в МГПИ. Руководителем её дипломной работы, посвященной В. И. Вернадскому, был П. В. Волобуев, а консультантом в Институте истории — Н. М. Пирумова.
В 1995 году защитила диссертацию на соискание учёной степени кандидата исторических наук. Тема диссертации: «Благотворительность московских предпринимателей. 1860—1914», (научный руководитель — д. и. н. Н. М. Пирумова).
Кандидатская диссертация позже была издана в виде монографии. Рукопись этой книги получила премию Митрополита Макария в 1997 году.
В 2006 году защитила диссертацию на соискание ученой степени доктора исторических наук. Тема диссертации: «Благотворительность в Российской империи. Конец XVIII — начало XX века».
В настоящее время Галина Николаевна Ульянова является главным научным сотрудником Института российской истории РАН.

## Научная деятельность
Область научных интересов: социальная и экономическая истории России конца XVIII — начала XX вв., история российской благотворительности и предпринимательства, история местного самоуправления и гражданского общества, история культуры и повседневной жизни, а также высшего и среднего
образования.
Автор нескольких монографий, более 200 научных и научно-популярных работ об истории России в конце XVIII — начале XX вв., а также статей в различных энциклопедических изданиях, включая Большую российскую энциклопедию, энциклопедию «Экономическая история», справочно-энциклопедическое издание «Московская энциклопедия. Лица Москвы».
Книга Ульяновой о российских женщинах-предпринимателях XIX века, изданная в 2009 г. в Великобритании, имела большой резонанс, получив рецензии в шести ведущих научных журналах Англии, США и Австрии.

## Основные научные труды

### Монографии
- Ульянова Г. Н. Благотворительность московских предпринимателей. 1860—1914. — М.: Мосгорархив, 1999. — 512 с. — ISBN 5-7228-0059-7.
- Ульянова Г. Н. Благотворительность в Российской империи. XIX — начало XX века. — М.: Наука, 2005. — 404 с. — ISBN 5-02-033509-6.
- Ульянова Г. Н. Защита капитала: Опыт российской бизнес-элиты XIX — начала XX века. — М.: Уралсиб, 2006. — 256 с. — ISBN 5-9900883-1-0. (в соавт. с Ю. А. Петровым)
- Ulianova G.N. Female Entrepreneurs in Nineteenth-Century Russia. — London: Pickering & Chatto Publishers, 2009. — 246 с. — ISBN 9781851969678.
- Ульянова Г. Н. Дворцы, усадьбы, доходные дома. Исторические рассказы о недвижимости Москвы и Подмосковья. — М.: Форум, Неолит, 2012. — 272 с. — ISBN 978-5-91134-649-2.
- Ульянова Г. Н. Купчихи, дворянки, магнатки: Женщины-предпринимательницы в России XIX века. — М.: Новое литературное обозрение, 2021. — 352 с. — (Что такое Россия). — ISBN 978-5-4448-1725-4.

### Разделы в коллективных монографиях
- Предприниматель: тип личности, духовный облик, образ жизни // История предпринимательства в России. Кн. 2. Вторая половина XIX — начало XX вв. — М.: РОССПЭН, 1999. — С. 441—466.
- Благотворительность // История Москвы в XX веке. Т. III. Ч. I. Москва в начале XX века (1900—1917) / Авторы: Л.В. Иванова, Ю.А. Петров, Л.Ф. Писарькова, Г.Н. Ульянова. — М.: Изд-во Мосгорархива, 2000. — С. 36—47. — 442 с.
- Россия в начале XX века. — М.: Новый хронограф, 2002. — С. 542—651 (главы «Народное образование. Печать», «Национальные торжества», «Здравоохранение и медицина»).
- Законодательство о предпринимательстве евреев в Российской империи, XIX — начало XX века // Частное предпринимательство в дореволюционной России: этноконфессиональная структура и региональное развитие, XIX — начало XX века. — М.: РОССПЭН, 2010. — С. 314—332.

### Избранные статьи
- Ульянова Г. Н. Формирование общественно-политических взглядов В. И. Вернадского в 1-й пол. 1880-х гг. Общественное движение в России XIX века. М., Институт российской истории, 1986. С. 133—153
- Ульянова Г. Н. Новейшая американская историография российской благотворительности Отечественная история, 1995, № 1. С. 108—118
- Ульянова Г. Н. Изучение социальных аномалий, благотворительности и общественного призрения в России Исторические исследования в России. Тенденции последних лет. М., 1996. С. 405—426
- Ульянова Г. Н. Мальцовы: двести лет на российском рынке // Предпринимательство и предприниматели России от истоков до начала XX века. М.: РОССПЭН, 1997. С. 178—200
- Ульянова Г. Н. Новейшая американская историография российской благотворительности Отечественная история, 1995, № 1. С. 108—118
- Ульянова Г. Н. Немцы — инженеры в Москве Немцы Москвы: Исторический вклад в культуру столицы. М., 1997. С. 177—197
- Ульянова Г. Н. «Old Believers and New Entrepreneurs», in: James L. West & Iurii Petrov, eds., Merchant Moscow: Images of Russia’s Vanished Bourgeoisie (Princeton: Princeton University. 1997). P.61-71. [«Старообрядцы и новые предприниматели», в кн. «Москва купеческая. Образы исчезнувшей русской буржуазии». Принстон, 1997] На англ. яз.
- Ульянова Г. Н. Некоммерческий сектор в России. Тенденции развития в дооктябрьский период Россия в XX веке: Люди, идеи, власть. М., РОССПЭН, 2002. С. 219—236
- Ульянова Г. Н. Законодательство о благотворительности в Российской империи. XIX — начало XX века. Отечественная история. 2005. № 6. С. 17-32
- Ульянова Г. Н. Религиозные верования и ритуалы в жизни московского купечества. Москва купеческая: Образы исчезнувшей российской буржуазии. М., РОССПЭН, 2007. С. 106—124
- Ульянова Г. Н. Женщины — владелицы промышленных предприятий Москвы в XIX в. Экономическая история. Ежегодник. 2007. М.: РОССПЭН, 2008.
- Ульянова Г. Н. Досуг и развлечения. Зарождение массовой культуры // Очерки истории русской культуры конца XIX — начала XX века. М., Издательство МГУ, 2011.
- Ульянова Г. Н. Государство и женщины-предприниматели в Российской империи в XIX в. Российская государственность: опыт 1150-летней истории. М., 2013. С. 199—210.
- Ульянова Г. Н. Наталия Михайловна Пирумова (1923—1997): судьба историка в зеркале эпохи. К 90-летию со дня рождения История и историки: историографический вестник. 2011—2012. М., ИРИ РАН, 2013. С.271-303.
- Ульянова Г. Н. Миграция в Москву в конце XVIII — начале XIX века по купеческим сказкам VI ревизии 1811 года Миграции. Формирование Российского государства. М., 2015. С. 84-105.
- Ульянова Г. Н. Верхние торговые ряды на Красной площади в Москве в XIX — начале XX в. Вопросы истории, 2016, № 1. С. 49-75.
- Ульянова Г. Н. Женщины-предприниматели Петербурга и Москвы в 1860-е годы (по «Справочным книгам о лицах, получивших купеческие свидетельства») Экономическая история: ежегодник. 2014—2015. М.: РОССПЭН, 2016. С. 54-82.

## Награды
- Премия памяти митрополита Макария (Булгакова) (1997)